# Khalilou Fadiga
Khalilou Fadiga, född den 30 december 1974 i Senegal, är en före detta professionell fotbollsmittfältare som mellan år 2000 och 2008 spelade 30 matcher för det senegalesiska landslaget. Han är även belgisk medborgare.